# Twenterand
Twenterand là một đô thị ở tỉnh Overijssel ở phía đông Hà Lan. Tên gọi có nghĩa "rìa của Twente" do đô thị này nằm ở rìa tây bắc của vùng lịch sử Twente. Đô thị Den Ham, một đô thị cấu thành Twenterand nằm ở vùng lịch sử Salland, không phải Twente.
Đô thị Twenterand có 2 tòa thị chính do việc sáp nhập các đô thị.

## Các trung tâm dân cư
Bruinehaar, De Pollen, Den Ham, Geerdijk, Kloosterhaar, Vriezenveen, Vroomshoop, Weitemanslanden, Westerhaar-Vriezenveensewijk và Westerhoeven.